# Тайтус О'Ніл
Таддеус Баллард (англ. Thaddeus Bullard, нар. 29 квітня 1977) — американський професійний реслер і гравець в американський футбол. Баллард виступав за футбольну збірну Університету Флориди, а пізніше в Arena Football League. В даний час виступає в WWE під ім'ям Тайтус O'Ніл. Брав участь у другому сезоні NXT, а також в п'ятому сезоні NXT Redemption.

## Кар'єра футболіста
По закінченню школи Баллард запропонували спортивну стипендію в Університеті Флориди, де він виступав за футбольну команду «Флорида Гейторс» з 1997 по 2000 рік. За цей час він відіграв за команду 44 гри, з яких в трьох вийшов в стартовому складі. У квітні 2000 року він був обраний віце-президентом студентської ради, а в серпні 2000 року закінчив навчання. По закінченню університету він виступав в Arena Football League з 2003 по 2007 рік за команди «Юта Блейз», «Тампа Бей Шторм», «Лас-Вегас Гладіаторс» і «Кароліна Кобрас».

## Кар'єра у реслінгу

### Florida Championship Wrestling (2009–2011)
Таддеус Баллард підписав контракт з World Wrestling Entertainment в 2009 році і почав тренуватися в регіональному відділенні Florida Championship Wrestling. Його телевізійний дебют відбувся 16 січня 2010 року під час шоу FCW на Bright House Sports Network, де він виступив під ім'ям Тайтус O'Ніл в командному двобої разом зі Скіпом Шеффілдом. Матч закінчився їх поразкою від команди Венса Арчера і Алекса Райлі. 3 грудня O'Ніл в команді з Деміеном Сендоу завоювали титул командних чемпіонів Флориди, перемігши Ксав'є Вудса і Мейсона Райана. Цей титул вони утримували до 25 березня 2011 року, коли програли Річі Стімботу і Сету Роллінсу.

### NXT (2010–2012)
1 червня 2010, під час фіналу першого сезону WWE NXT було оголошено, що Тайтус O'Ніл буде брати участь у другому сезоні шоу, де його наставником буде Зак Райдер. Його дебют відбувся 8 червня, коли він разом з Райдером програли Елі Коттонвуд і Джону Моррісону. Під час бою і після нього O'Ніл і його наставник весь час лаялися і наступного тижня провели бій між собою. Через два тижні O'Ніл став першим учасником шоу, що вибув. Наступна поява O'Ніла на шоу відбулося 31 серпня під час фіналу другого сезону, де він разом з іншими такими, що вибули учасниками напав на переможця шоу Кавала.
21 березня 2011 O'Ніл і ще шість колишніх учасників NXT був обраний для участі в п'ятому сезоні шоу NXT Redemption, де його наставником став Хорнсвоггл. На прем'єрі сезону вона переміг Лакі Кеннона в головній події вечора. O'Ніл і Хорнсвоггл ворогували з Дарреном Янгом і його наставником, давнього ворога Хорнсвоггля, Чаво Герреро. На одному з випусків колишній наставник O'Ніла Райдер повернувся в NXT, щоб провести з ним поєдинок, в якому O'Ніл програв. 12 липня 2011 він зустрівся з Дарреном Янгом і Деріком Бейтменом у поєдинку «потрійна загроза» на вибування, в якому перемогу здобув Бейтмен. 8 днів по тому O'Ніл в команді з ведучим NXT Меттом Страйкером перемогли команду Янга і Бейтмена.
8 вересня на шоу WWE Superstars O'Ніл в команді з Персі Уотсоном програв Курту Хуокінсу і Тайлеру Рексу. Пізніше O'Ніл і Уотсон перемогли команду Бейтмена і Тайсона Кідда і Бейтмена і Джей Ті Джи. 16 листопада 2011 O'Ніл був атакований повернулися Дарреном Янгом. Закінченням фьюда між двома реслерами став поєдинок без дискваліфікації 19 січня, в якому переміг O'Ніл. Пізніше O'Ніл став хілом. І ще до закінчення сезону NXT він був переведений на SmackDown!.
25 січня під час епізоду NXT O'Ніл спробував переконати свого друга Персі Уотсона також стати хіллом і коли той відмовився, штовхнув його, а пізніше в матчі переміг його. Після матчу O'Ніл продовжив бити Уотсона, поки того на допомогу не прийшов Алекс Райлі. O'Ніл сформував альянс із своїм колишнім ворогом Дарреном Янгом і пара перемогла Уотсона і Райлі. O'Ніл також виявився сильнішим Райлі 22 лютого. 7 березня Уотсон отримав право а матч-реванш проти O'Ніл, в якому здобув перемогу. Після цього O'Ніл і Янг стали ворогувати з Братами Усо.

## В реслінгу
- Фінішери
  - Clash of the Titus (Sitout spinebuster)
- Улюблені прийоми
  - Backbreaker
  - Big boot to opponent's chest
  - Body avalanche
  - European uppercut
  - Short-arm clothesline
  - Shoulder block
  - Standing fallaway slam

- Менеджери
  - Абрам Вашингтон (AW)
  - Хорнцвоґл
  - Хіт Слейтер

- Нікнейми
  - Реальний Хлопець
  - Гейтор

- Музика
  - «Move (Get it In)» від Woo Child
  - «Making Moves» від Sugar Tongue Slim
  - «Let Me Show You How» від CFO$

## Титули і нагороди
- Florida Championship Wrestling
  - FCW Florida Tag Team Championship (1 раз) — with Damien Sandow
- Pro Wrestling Illustrated
  - PWI ставить його #82 з топ 500 професійних реслерів у 2013 році.